# Emil Telmányi
Emil Telmányi (Arad, actual Romania, 22 de juny de 1892 - Holte, Dinamarca, 13 de juny de 1988) fou un violinista hongarès.
Cursà amb gran brillantor els estudis al Conservatori de Budapest, especialitzant-se en el violí. A partir de 1911, en què assolí el primer premi d'aquest instrument, va actuar com a concertista en les principals ciutats d'Europa i Amèrica, distingint-se per la perfecció de la seva tècnica i la seva puresa interpretativa. Des de 1919 residí durant molts anys a Estocolm. També fou un celebrat director d'orquestra.
Era el gendre del compositor danès Carl Nielsen.